# Barriers Burned Away
Barriers Burned Away è un cortometraggio muto del 1911. Il nome del regista non viene riportato.

## Produzione
Il film fu prodotto dalla Vitagraph Company of America.

## Distribuzione
Distribuito dalla General Film Company, il film - un cortometraggio di 126 metri - uscì nelle sale cinematografiche statunitensi il 24 giugno 1911. Nelle proiezioni, veniva programmato con il sistema dello split reel, accorpato in un'unica bobina con un altro cortometraggio prodotto dalla Vitagraph, la commedia Two Overcoats.